# Свети Јован Ћутљиви
Свети Јован Ћутљиви или Јован Молчаник је православни светитељ и епископ. Родом из Никопоља Јерменског, од оца Евкратија и матере Ефимије. У осамнаестој години поста иноком и подвизаваше се тврдо и одлучно чистећи срце многим сузама, постом и молитвом.
После десет година би постављен за епископа колсонијског. Својим примером привуче к богоугодном животу свога брата Пергамија и стрица Теодора, људе знамените на дворовима цара Зенона и Јустинијана. Видећи злобу и смутњу овога света, коју он не могаше излечити, напусти епископски престо и прерушен у проста монаха дође у обитељ светог Саве код Јерусалима, где многе године оста непознат вршећи савесно и изврсно сваку службу, на коју га игуман одређиваше. Због тога предложи га свети Сава патријарху Илији, да га рукоположи за презвитера. Када патријарх хтеде рукоположити Јована, Јован му исповеди, да је он већ у епископском чину. Тада се затвори свети Јован у келију, и у ћутању и молитви проведе године и године. Потом у пустињи проведе девет година хранећи се само дивљим зељем, па се опет поврати у манастир. Одвраћао је верне од Оригенове јереси и допринео много, да се та јерес сузбије и осуди. Прозирао јасно у духовни свет и исцељивао људе од болести. Умро је 558. године у стотину четвртој години живота. 
Православна црква га прославља 16.децембра/3.децембра. 